# باسم المنتشری
باسم المنتشری (انگلیسی: Basem Al-Montashari؛ زادهٔ ۱۸ سپتامبر ۱۹۹۰) یک ورزشکار اهل عربستان سعودی است.
از باشگاه‌هایی که در آن بازی کرده‌است می‌توان به باشگاه فوتبال الاتحاد اشاره کرد.